# Spiritual Darkness · Alive In Europe
Spiritual Darkness · Alive In Europe è un bootleg live della Symphonic black metal band dei Dimmu Borgir.

## Tracce
1. Stormblast
2. Entrance
3. Master of Disharmony
4. Behind The Curtains Of Night - Phantasmagoria
5. In Death's Embrace
6. Mourning Palace
7. Metal Heart (Accept cover)
8. Inn I Evighetens Mørke Pt.I
9. Inn I Evighetens Mørke Pt.II
10. Masses for a New Messiah
11. Master of Disharmony
12. Unto the Darkly Shining World

## Formazione
- Shagrath - voce
- Silenoz - chitarra
- Astennu - chitarra
- Nagash - basso
- Mustis - tastiera e sintetizzatore
- Tjodalv - percussioni